# Фрік-шоу

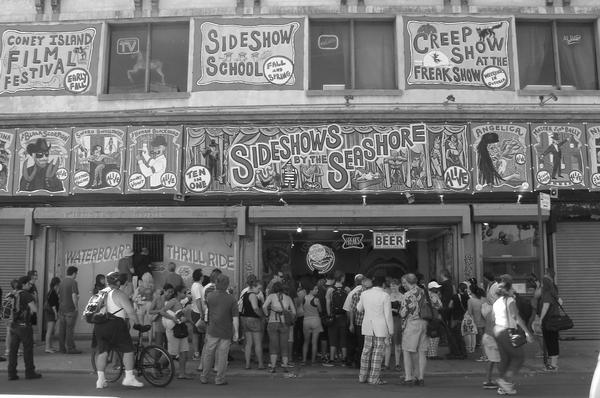
Популярне фрік-шоу на Коні-Айленд, серпень 2008 рік.

Фрік-шоу (англ. Freak show) — це виставка рідкісних біологічних явищ, які в народі називають «виродками природи». Типові представники: фізично незвичайні люди, наприклад, занадто великі або занадто малі; особи, у яких наявні як чоловічі, так і жіночі вторинні статеві ознаки; люди з екстраординарними хворобами; ті, чиї виступи мають шокувати глядачів. Люди з великою кількістю тату чи пірсингу також іноді брали участь у фрік-шоу, як і трюкачі, які їли вогонь та ковтали мечі, що неабияк приваблювало публіку.

## Історія
У середині 16-го століття фрік-шоу набрали популярності в Англії. Виродки стали об'єктом інтересу, і народ збігався, щоб подивитися на них.
Як і виставки, фрік-шоу були популярні в тавернах і на ярмарках, де виродки часто до всього іншого демонстрували власні таланти. Наприклад, у 18-му столітті Маттіас Бухінгер, народжений без рук і ніг, розважав натовп своїми вражаючими магічними та музичними здібностями, спочатку в Англії, а пізніше і в Ірландії .

Фрік-шоу в Ратленді, штат Вермонт, 1941 рік.

У 19-му столітті, як в Англії, так і в Сполучених Штатах, фрік-шоу почали функціонувати як успішні комерційні підприємства.
Кінець 19-го — початок 20-го століть стали піком популярності фрік-шоу. Так з 1840-х по 1940-і діяло комерційне шоу людей з фізичним, ментальними та поведінковими особливостями. Хоча не всі ці особливості були справжніми, як дехто стверджував, експлуатація для отримання прибутку стала невід'ємною частиною американської культури. Інтерес до фрік-шоу призвів до їх поширення в парках розваг, цирках, дешевих музеях та водевілях. Індустрія парків розваг процвітала в США завдяки зростаючому середньому класу з його короткими робочими тижнями та більшим доходом. До того ж в американській культурі відбулися певні зміни, завдяки чому люди почали розглядати дозвілля як необхідну та корисну альтернативу роботі, що також призвело до популярності фрік-шоу.
Шоумени та промоутери показували всіх типів виродків. На перший погляд не біліх людей або тих, що з фізичними вадами, представляли глядачам як невідомі рас або культури. Так люди без кінцівок грали роль тварин й іменувалися, наприклад, «Людина-змія», «Людина-тюлень».
Існувало чотири способи створення та просування фрік-шоу. Перший — теревені або лекція. За це відповідав шоумен, який керував виступом виродків. Другий — надрукована реклама зазвичай у вигляді довгих брошур чи оголошень в газетах. Третій — костюмовані виступи, хореографічні номери, поставлені таким чином, щоб підкреслити особливість кожного учасника. І завершаючий етап — колективний малюнок чи фото для глядачів із зображенням усіх виродків на одній сцені. Сувеніри із принтом усього колективу супроводжувалися записами реклами від шоумена, теревенями лектора та перебільшеними розказнями постановників про сам виступ. Щоб усе виглядало по-справжньому, лікарі підтверджували анормальність учасників шоу й використовували для цього незрозумілі для багатьох терміни. Культура фрік-шоу сформувала певні уявлення про стать, расу, статеві відхилення, етнічну приналежність та фізичні вади.
Вчені вважають, що фрік-шоу зробили значний внесок у те, як американська культура ставиться до нестандартних осіб. Вони давали можливість глядачам порівняти, вивчити, подивитися на відмінних від них самих людей: від темношкірих, до жертв війни чи хвороб, осіб невизначеної статі.
Протягом першого десятиліття ХХ ст. популярність фрік-шоу стала зменшуватися. З 1940 р. вони почали втрачати глядачів . У ХІХ ст. наука підтримувала і легітимізувала фрік-шоу, проте до ХХ ст. медицина, направлена на лікування людських аномалій, посприяла зменшенню інтересу до виродків.

## Американський музей
Ф. Т. Барнум вважався батьком сучасної реклами і одним з найвідоміших шоуменів-менеджерів індустрії фрік-шоу. При цьому його дії та схеми не завжди були правдивими, але Барнум наповну усвідомлював таку неетичність свого бізнесу. У 1840-х роках почав функціонувати музей Барнума, де можна було побачити Товсту Леді, карликів, великанів та інші осіб, що вважались виродками природи. Щорічно музей відвідувало близька 400,000 людей.
Американський музей Ф. Т. Барнума був одним з найпопулярніших музеїв Нью-Йорка, де показували виродків. У 1841 році Барнум викупив Американський музей, через що виродки стали головною розвагою. Музей рекламували вулична група та яскраві банери, що прикрашали фасад самого музею. Американський музей Барнума не тільки розважав, але намагався просвітити та підняти настрій аудиторії робочого класу.
Одна з вистав Барнума була присвячена 4-річному карлику «Генерал Великий Палець» Чарльзу Страттону, хоча народ вважав, що йому було 11. Чарльз перестав рости після 6 місяців, його ріст складав 64 см, а вага — 6,8 кг. Завдяки природному таланту та важким тренуванням хлопчик умів пародіювати всіх від Геракла до Наполеона. Задля розваги публіки в 5 років Чарльз уже пив вино, а в 7 — курив сигари . Під час туру по Європі у 1844—1845 рр. хлопчик зустрівся з королевою Вікторією, яка була вражена і засмучена побаченим, ця подія викликала великий резонанс. Барнум платив Страттону близько 150 $ на тиждень, що забезпечило останньому безбідну старість.
У 1860 році до Американського музею приєднались сім'я альбіносів, Живі Ацтеки, троє карликів, чорна мати з двома дітьми-альбіносами, Бородата Леді зі Швейцарії, Товстуни з Хайленд та Що Це? (Генрі Джонсон — чорний чоловік з розумовими відхиленнями). У 1862 році Барнум разом з гіганткою Анною Суон і Коммодором Наттом (новий «Генерал Великий Палець») навідався до президента Авраама Лінкольна в Білому домі. А під час громадянської війни музей Барнума користувався великим попитом у народа, що бажав відволіктися від страшних подій.
У 1865 році, коли його музей згорів дотла, Барнум пішов на пенсію. І хоча Барнума й донині критикують за експлуатацію людей, він платив своїм підопічним досить великі гроші.

## Том Норман
Том Норман — англійський колега Барнума, відомий шоумен вікторіанської епохи, у виставах якого брали участь Еліза Дженкінс, «Жінка-Скелет», «Малюк-Голова-Куля», жінка, яка відгризала голови живим щурам, та інші. Він керував парою магазинів у Лондоні та Ноттінгемі, а також їздив зі своїм шоу по всій країні.
У 1884 році Норман познайомився з Джозефом Мерріком («Чоловік-слон»), молодим чоловіком зі значними фізичними вадами. Вражений зовнішнім виглядом Мерріка Норман став показувувати його у своєму магазині, що принесло шоумену неабиякий прибуток, особливо після публікації брошури про життя Мерікка.
Проте в цей час народ почав змінювати своє ставлення до фрік-шоу, тож показ людських особливостей став сприйматися аморально. І вже через кілька тижнів поліція закрила виставку з «Людиною-слоном», а Норман і Меррік розійшлися.

## Дешевий музей
Фрік-шоу показували також і в дешевих музеях . Враховуючи низьку ціну за вхід, це було доступно великій кількості глядачів, які були в захваті від представлених діорам, панорам, георам, косморам, картин, реліквій, виродків, опудал тварин, воскових фігур і театральних вистав. Донині жоден інший вид розваг не привертав увагу такої широкої аудиторії. У 1870-х роках дешеві музеї все розростались і розростались, досягнувши свого піку в 1880-х і 1890-х роках. Найбільша кількість дешевих музеїв спостерігалася у Нью-Йорку.
Протягом 1870—1900 років фрік-шоу були цвяхом програми в дешевих музеях. Було п'ять типів людських аномалій, представлених у таких музеях: виродки від природи, ті, хто народився з фізичними або психічними відхиленнями, наприклад, карлики і «відсталі»; виродки за власним бажанням, наприклад, люди з величезною кількістю тату; артисти-новачки, які вважалися ненормальними через їхні «дивні» вистави, наприклад, заклиначі змій, месміристи, гіпнотизери та пожирачі вогню; «не західні» виродки, тобто люди з екзотичними особливостями, наприклад, дикуни і людожери, зазвичай вихідці з Африки. Більшість музеїв не мала сидячих місць в залах. Відвідувачів від платформи до платформи направляв лектор, який виконував роль ведучого. Лектор, відомий також як «професор», привертав увагу аудиторії, розказуючи про виродків, яких показували на сцені. Лікарі, психологи, медичні спеціалісти, також брали участь у шоу, щоб підтвердити інформацію та переконати глядачів.
Початок ХХ ст. став занепадом дешевих музеїв. Народ тепер мав більший вибір: цирки, вуличні ярмарки, карнавали, міські парки розваг, усі з яких виставляли виродків, обійшли дешеві музеї.

## Цирк
Фрік-шоу, які також називали репризою, були невід'ємною частиною циркових вистав. Наприклад, шоу Барнум і Бейлі у найпрестижнішому цирку братів Рінглінг. Саме в цей час, на початку 1800-х років, поодинокі люди з певними особливостями почали приєднуватися до мандрівних цирків, проте їх виступи не мали чіткої організації. Протягом 1870-х рр. більшість цирків показували фрік-шоу, і зрештою цирк перетворився на основну сцену для демонстрації людських особливостей.
З 1920-х років роль цирку як основної форми розваг почала спадати через конкуренцію з парками розваг, кінотеатрами, розквітаючою радіо індустрією. Також під час Великої Депресії спостерігалося значне зниження потоку глядачів у цирках, бо важкі економічні умови робили цирк усе менш доступним.

## Фізичні вади
Наприкінці XIX — на початку XX століття фрік-шоу були звичайним явищем в американській культурі. Вони користувалися великою популярністю у людей середнього класу і приносили великий прибуток шоуменам. Деякі вчені стверджували, що фрік-шоу були корисними також і для самих людей з фізичними вадами, так як забезпечували їх робочими місцями і стабільним доходом. Інші ж, навпаки, вважали, що шоумени та менеджери експлуатували таких людей заради отримання прибутку.
Зміна ставлення до фізичних вад призвела до занепаду фрік-шоу вже до кінця ХІХ ст. Раніше невідомі аномалії тепер знайшли наукове пояснення як генетичні мутації або хвороби, і виродки стали об'єктами симпатії, а не страху чи зневаги. Саме цьому був прийнятий ряд законів, що обмежують діяльність фрік-шоу. Наприклад, закон штату Мічиган забороняє «вистави за участі людей з фізичними вадами, окрім тих, що відбуваються виключно в наукових цілях». На початку ХХ століття телебачення почало задовольняти жагу глядачів до розваг. Народ отримав можливість бачити людей з вадами, якісь аномалії, не виходячи з дому, тож їм більше не потрібно було платити, щоб подивитися на виродків деінде. Хоча телебачення й відіграло велику роль у занепаді фрік-шоу, зростання прав людей з фізичними вадами — ось, що стало основною причиною. Врешті-решт отримання вигоди від нещастя інших почало вважатися аморальним та неетичним — дні експлуатацій та маніпуляцій минули. Проте й досі часто можна наткнутися на фрік-шоу певних його проявах. Сьогодні деякі популярні мережі показують людську експлуатацію, подібну до тої, що мала місце в музеї Барнума. Такі шоу, як «Маленькі люди, великий світ» і «Моє життя в 600 фунтів», наповну демонструють фізичні особливості людей і мають свого глядача. Такі люди отримують достатньо гарні гроші, у середньому 8 000 $ за епізод.
Хоча фрік-шоу несли в основному розважальний характер, вони також надавали робочі місяця і менеджерам, і маркетологам. Часто люди з серйозними вадами розуміли, що участь у таких шоу — їхня єдина можливість заробити собі на життя. Незважаючи на сьогоднішнє негативне ставлення до експлуатації людей з вадами, у ХІХ ст. виступи в шоу вважалися відносно респектабельними. Тоді фрік-шоу надавали більше свободи, ніж сьогодні деякі програми позитивного спрямування. Завдяки шоу виродки могли навіть, здобувши славу та популярність, стати справжніми зірками.
Багатьом платилося щедро, проте виконавцям доводилося мати справу з менеджерами, які часто не звертали увагу на графік, та змушували їх по довгу працювати, щоб отримати більший прибуток. Особливо важко приходилось провідним учасникам шоу, оскільки чим довше вони залишалися на сцені, тим більше продавалося квитків. Велика кількість артистів зазнавала утисків від керівництва, мала дотримувалися виснажливих графіків і отримувала лише невеликий відсоток від власного загального заробітку. Наприклад, коли Федір Євтихеєв, (відомий як «Джо-Джо», хлопчик з обличчям собаки) прибув у Нью-Йорк у музей «Глобус», його менеджер домовився, щоб той виступив у 23-х шоу за 24 години.

## Сучасні фрік-шоу

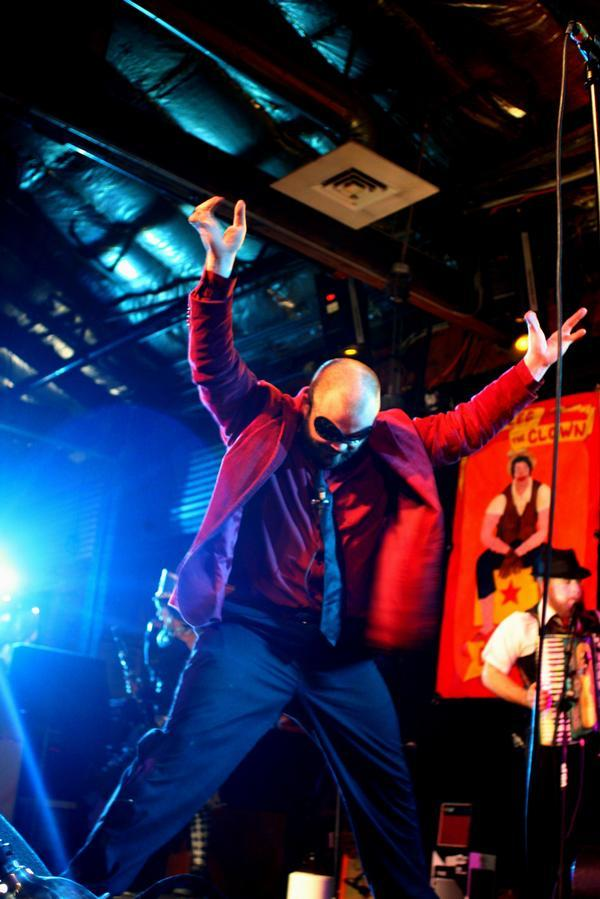
«Чорний скорпіон», 2007 рік.

Сьогодні традиційні фрік-шоу значно вплинули на створення численних програм на телебаченні. Так програма «Надзвичайні люди» на британському телебаченні показує життя людей з фізичними вадами, що можна розглядати як сучасний еквівалент циркових фрік-шоу. У зв'язку з сучасними культурними нормами, учасники шоу зазвичай зображуються справжніми героями, до того ж велика увага приділяється їхнім родинам та друзям, тому, як вони долають разом усі негаразди.

## У поп-культурі
Фрік-шоу є поширеною темою в південно-готичной літературі, включаючи такі роботи, як «Храм святого духа»Фланнери О'Коннор, «Скам'янілий чоловік» Юдори Велті , " Дерево ночі " Трумена Капоте .
Серіал «Американська історія жахів: фрік-шоу» також акцентує увагу на виродках. Тільки деяких персонажів грають люди з обмеженими можливостями, в основному вади створені за допомогою макіяжу або ефектів. Тим не менш, журнал Гардіан розкритикував серіал, заявивши, що він укорінив термін «виродок» і негативне ставлення до фізичних вад.
До того ж у творчому всесвіті Дж. К. Роулінг існує цирк «Аркан», який являє собою фрік-шоу, де виступають люди з рідкісними фізичними вадами на ряду з різноманітними магічними видами тварин.

## Інші посилання
- Showhistory.com [Архівовано 22 серпня 2020 у Wayback Machine.]
- Shocked and Amazed [Архівовано 16 серпня 2020 у Wayback Machine.] — періодичне видання, присвячене репризам та різноманітним розвагам
- Sideshow World [Архівовано 27 жовтня 2019 у Wayback Machine.]
- Congress of Oddities: James G. Prodigies [Архівовано 25 листопада 2010 у Wayback Machine.] — дивакувата ефемера з колекції Джеймса Мунді
- Collection Guide to Human curiosity prints, playbills, broadsides and other printed material, 1695—1937 в Houghton Library, Гарвардський університет